# Светлов, Павел Григорьевич
Па́вел Григо́рьевич Светло́в  (1892—1974) — советский учёный, эмбриолог, профессор, член-корреспондент АМН СССР, лауреат Государственной премии. Видный учёный в области сравнительной и экспериментальной эмбриологии.
Возглавлял кафедру генетики животных и лабораторию эмбриологии биологического факультета Ленинградского университета, был заведующим кабинетом эмбриологии Института акушерства и гинекологии АМН СССР, работал во Всесоюзном институте экспериментальной медицины (ВИЭМ) АМН СССР. Автор теории критических периодов развития, одним из теоретически обоснованных и доказанных выводов является факт, что условия, в которых протекала беременность бабушек, могут влиять на появление и выражение наследуемых признаков у внучатого поколения. Обосновал необходимость охраны раннего периода утробной жизни человека.

## Биография
Родился 28 августа (9 сентября) 1892 года (по другим данным 29 августа (10 сентября) 1892) в деревне Ушаки (ныне Тосненский район Ленинградской области). Отец, Григорий Иванович Светлов, был магистром ветеринарных наук, мать — Мария Петровна Светлова (урождённая Ткаченко).
Обучался в Царскосельской Императорской Николаевской гимназии, которую окончил в 1910 году с серебряной медалью. Поступил в Петербургский университет на естественное отделение физико-математического факультета, специализировался на кафедре зоологии беспозвоночных под руководством П. П. Иванова и Д. М. Федотова. Работал на Севастопольской и Мурманской биологических станциях, изучал морскую фауну. Дипломная работа была посвящена строению тидемановых телец морских звезд. Однако продолжить научные изыскания не удалось: после окончания университета в 1915 году Павел Григорьевич был мобилизован, окончил офицерскую школу и был направлен на Кавказский фронт Первой мировой войны.
После Октябрьской революции Светлов оказался в Перми, где в декабре 1917 года стал ассистентом на кафедре зоологии беспозвоночных Пермского университета, которую возглавлял Д. М. Федотов. Вскоре в печати появились первые научные статьи по эмбриологии. Вместе с другими преподавателями во время отступления Колчака был эвакуирован в Томский университет (1919—1920).
Осенью 1925 года Павел Светлов по приглашению академика Н. В. Насонова вернулся в Ленинград, где в Особой зоологической лаборатории Академии наук СССР провёл серию экспериментальных работ по эмбриональной регенерации. Проводил исследование воздействия внешних факторов, таких как ионизирующее излучение, яды и т. д., ставшее предпосылкой создания теории критических периодов в развитии млекопитающих. Женился на Наталье Сергеевне Светловой.
В 1933 году Павел Светлов был арестован, но позднее освобожден и продолжил работу на прежнем месте. Но уже в марте 1935 года он вместе с супругой был выслан в Казань на 5 лет. Находясь в ссылке продолжал исследования. 7 марта 1938 года был арестован по обвинению в «в клевете на Советскую власть и пораженческих настроениях». Во время следствия содержался в Бутырской тюрьме, пока 23 мая 1940 года не был освобождён за недоказанностью обвинения. В 1940—1941 годах работал в Томске, после чего вернулся в Ленинград.
С 1944 года возглавлял кафедру генетики животных и лабораторию эмбриологии биологического факультета Ленинградского университета, стал профессором. Продолжал и исследовательскую работу. В 1945 году стал заведующим кабинетом эмбриологии Института акушерства и гинекологии АМН СССР, который возглавлял до 1956 года.
В 1946 году Павел Григорьевич был избран членом-корреспондентом Академии Медицинских наук СССР.
В 1947 году закончил и сдал в печать книгу «Основы механики развитая», которая, однако, вышла лишь десятилетия спустя. После августовской сессии ВАСНИХЛ 1948 года, когда началось преследование научных школ, связанных с генетикой, были уволены ряд сотрудников биологического факультета, в том числе Павел Светлов. Кафедра была закрыта, набор книги был рассыпан. Подобно многим другим учёным Светлову пришлось публично каяться в своих мнимых ошибках.
Профессор Педиатрического медицинского института В. М. Карасик в своем дневнике вспоминал: 

«А бедный Павел Григорьевич, который, поехав на вторую конференцию, столько там наговорил, что, наверное, его потом самого тошнило и, вероятно, он и сам не понимал, что он там говорил. Да, что ему было делать. Наверное, думал даже не о себе, а о жене и дочери…»
В конце 1940-х годов Павел Григорьевич работал во Всесоюзном Институте Экспериментальной Медицины (ВИЭМ) АМН СССР. В кабинете эмбриологии в институте акушерства и гинекологии АМН СССР совместно с Г. Ф. Корсаковой он провёл серию исследований по экспериментальной эмбриологии млекопитающих. В то же время имя Светлова продолжало появляться в различного рода доносах, где его обвиняли то в сионизме, то в морганизме. Принципиальная позиция Светлова и ряда других учёных института по отношению к теории О. Б. Лепешинской привела к закрытию в 1950 году отдела общей морфологии и прекращению многих исследований по проблемам цитологии, гистологии и эмбриологии
Во времена хрущёвской оттепели была восстановлена лаборатория эмбриологии ИЭМ, которую в 1956 году возглавил Светлов, и где он продолжил эксперименты по изучению влияния факторов среды внешней среды на развитие эмбрионов.
С 1966 по 1974 год Светлов работал научным консультантом в Институте цитологии АМН СССР.
В 1968 году член-корреспондент АМН СССР, профессор П. Г. Светлов совместно с профессором Н. Л. Гармашевой и академиком АМН СССР Л. С. Персианиновым получили Государственную премию за цикл работ по «Антенатальной профилактике заболеваемости плода и перинатальной смертности».
Светлов также много занимался вопросами популяризации и истории науки, вопросами научного образования. Писал статьи для Большой Медицинской энциклопедии. Интерес представляет его многолетняя переписка с видным учёным А. А. Любищевым, неоднократно публиковавшаяся.
Дата смерти учёного - 7 июля 1974 (некрологи Памяти Павла Григорьевича Светлова. — Арх. анат., 1974, т. 67, вып. 11, с. 117. 7. Памяти П. Г. Светлова. — Цитология, 1975, т. 17, No 5, с. 595—597).

## Научная работа
Всего Павел Светлов является автором более 140 научных работ, посвящённых сравнительной, экспериментальной и патологической эмбриологии, проблемам регенерации, систематики, экологии, генетики, истории науки.
Первые работы Светлова появились были опубликованы в начале 1920-х, это были статьи по эмбриологии малощетниковых червей, быстро принесшие Светлову известность.
Во второй половине 1920-х-начале 1930-х годов Светлов провёл серию экспериментальных работ по эмбриональной регенерации. Проводил исследование воздействия внешних факторов, таких как ионизирующее излучение, яды и т. д., ставшее предпосылкой создания теории критических периодов в развитии млекопитающих.
В 1943—1950 годах проводил различные эксперименты для объяснения различий чувствительности полов к голоданию и различным повреждающим воздействиям, взявшись за эту тему для изучения причин того, что в период блокады Ленинграда мужская смертность была заметно выше женской. Светлов обнаружил, что подобные различия закладываются в свойствах протоплазмы клеток мужского и женского организма.
Во второй половине 1950-х годов Светлов занимался различными экспериментами по изучению влияния факторов внешней среды на развитие эмбрионов лабораторных животных. Эти эксперименты позволили сделать ему ряд важных обобщений, важнейшим из которых является теория критических периодов развития, важная как для биологии, так и для медицины. Теория была основана на осмыслении с точки зрения генетики, цитологии, биохимии и физиологии реактивных процессов множества сведений по проблеме реакций развивающегося организма, накопленных в различных экспериментах. Одним из теоретически обоснованных и доказанных на модельных опытах выводов из этой теории является факт, что условия, в которых протекала беременность бабушек, могут влиять на появление и выражение наследуемых признаков у внучатого поколения.
Дальнейшим продолжением исследований и развития теории стало эмбриологическое обоснование Светловым необходимости охраны раннего периода утробной жизни человека (1961), приводящее к выводу о необходимости пересмотра принципов охраны беременности.
По П. Г. Светлову, развитие организма представляет собой реактивный процесс, состоящий из цепи физиологических реакций, в каждой из которых можно различить раздражитель и реагирующую систему, а основным принципом развития является зависимое развитие, основывающееся на коррелятивной связи между частями развивающегося организма
Книга «Физиология (механика) развития», не увидевшая свет в 1948 году, вышла уже после смерти Светлова, в 1978 году.